# جاي مارشال
جاي مارشال (بالإنجليزية: Jay Marshall)‏ هو لاعب كرة قاعدة أمريكي، ولد في 25 فبراير 1983 في سانت لويس في الولايات المتحدة.

## وصلات خارجية
- جاي مارشال على موقع دوري كرة القاعدة الرئيسي (الإنجليزية)
- جاي مارشال على موقعبيزبول رفرنس.كوم (الدوري الرئيسي) (الإنجليزية)
- جاي مارشال على موقعبيزبول رفرنس.كوم (الدوري الثانوي) (الإنجليزية)
- جاي مارشال على موقع إي إس بي إن.كوم (أم.أل.بي) (الإنجليزية)
- جاي مارشال على موقع مشجعي الرسوم البيانية (الإنجليزية)